# Generali Biztosító
A Generali Biztosító Magyarország egyik meghatározó biztosítótársasága. Közvetve az olasz tőzsdén jegyzett Assicurazioni Generali S.p.A. birtokolja.

## A biztosító Magyarországon
- kiterjedt tanácsadói hálózat
- teljes élet és nem-életbiztosítási termékpaletta
- 876 ezer lakossági és vállalati ügyfél

## Nemzetközi jelenlét
Az Assicurazioni Generali az egyik legnagyobb világméretű biztosítási szolgáltató, a vállalatcsoport 2014-es teljes díjbevétele meghaladta a 70 milliárd eurót. A világszerte 74 ezer alkalmazottat foglalkoztató és több mint 60 országban 55 millió ügyféllel rendelkező Generali Csoport vezető szerepet tölt be a nyugat-európai piacokon, valamint egyre fontosabb szereplője a közép-kelet-európai és ázsiai piacoknak. 
Az anyacég 2016-ban ünnepelte 185 éves jubileumát. 

## Generali CEE Holding
A magyar Generali Biztosító közvetlen tulajdonosa a Generali CEE Holding. A tíz országban tevékenykedő prágai központú Holding az egyik legnagyobb biztosító a kelet-közép-európai régióban. Csehországban, Magyarországon, Szlovákiában és Szerbiában a Generali vezető szolgáltató, Szlovéniában, Bulgáriában, Montenegróban, Romániában, Lengyelországban és Horvátországban pedig az első 10 biztosító közé tartozik.

## Figyelemre méltó munkatársak

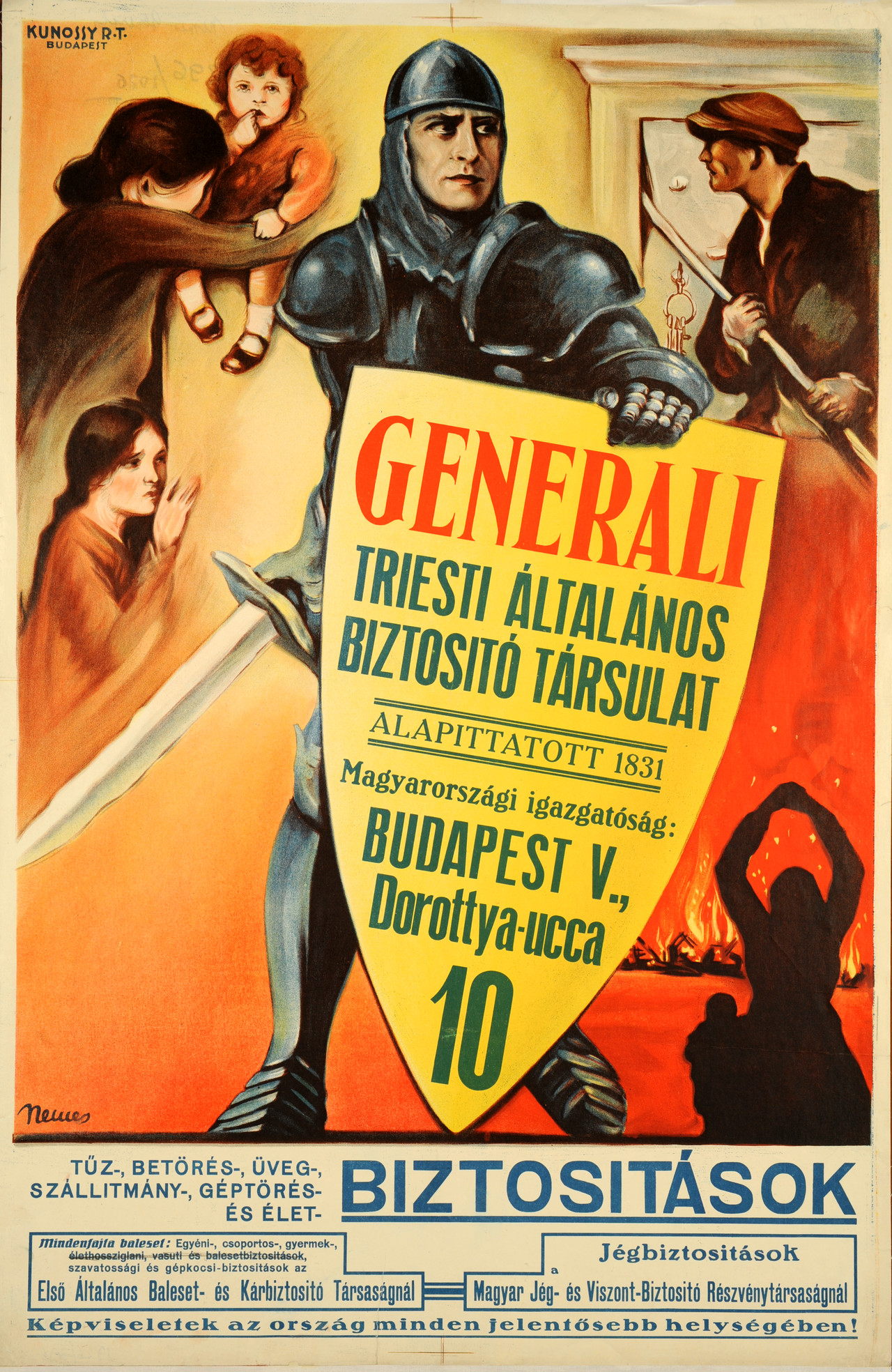
A Generali biztosító reklámplakátja 1926-ból (Nemes György grafikája)

Jókai Mórt 1887-ben beválasztották a Generali trieszti igazgatótanácsába. A társaságban betöltött pozíciója nem csupán formalitás volt, hiszen Jókai elkötelezett híve volt a biztosítás eszméjének és magának a Generalinak is. Regényeiben sokszor megemlítette a társaságot.
Bárkányi András nemzetközi pénzügyi és igazságügyi szakértő, EU közgazdász a rendszerváltás utáni első Gazdasági igazgatója volt[mikor?] a jogelőd Generali-Providencia Biztositónak Budapesten.

## Magyarországi leányvállalatok
Az anyacég a Generali Biztosító Zrt. mellett számos érdekeltséggel rendelkezik Magyarországon:
- Genertel Biztosító Zrt.
- Európai Utazási Biztosító Zrt.
- Generali Alapkezelő Zrt.
- Generali Egészség- és Önsegélyező Pénztár
- Generali Önkéntes Nyugdíjpénztár
- Fundamenta-Lakáskassza Lakás-takarékpénztár Zrt.
- Europ Assistance
- GP Consulting Kft.
- Roar
- Generali a Biztonságért Alapítvány

## Szponzoráció
A biztosító egy ötéves[pontosabban?] szponzori együttműködés formájában támogatja Szilágyi Áron kétszeres olimpiai, világ- és Európa-bajnok kardvívót, az egészségmegőrzés, egészséges életmódra nevelés érdekében.